# Chemnitz
Pour les articles homonymes, voir Chemnitz (homonymie).
Chemnitz (['kʰɛmnɪt͡s]   ; en sorabe : Kamjenica), de 1953 à 1990 Karl-Marx-Stadt (/kaʁlˈmaʁksˌʃtat/ ), est une ville située dans l'ouest de la Saxe en Allemagne. Avec environ 245 000 habitants, elle est après Leipzig et Dresde la troisième ville du Land par sa population, ainsi qu’un des six centres principaux. Chemnitz a le statut de ville-arrondissement et est le siège du district du même nom.
La ville forme avec Zwickau le noyau de la région économique de Chemnitz-Zwickau et faisait partie de la région métropolitaine nommée « Triangle de Saxe » avant de faire partie de la nouvelle région métropolitaine d'Allemagne centrale.

## Histoire
| Appartenances historiques Margraviat de Misnie 1136-1423 Électorat de Saxe 1423-1485 Duché de Saxe 1485-1547 Électorat de Saxe 1547-1806 Royaume de Saxe 1806–1871 Empire allemand 1871–1918 République de Weimar 1918–1933 Reich allemand 1933–1945 Allemagne occupée 1945–1949 République démocratique allemande 1949–1990 Allemagne 1990–présent |

Le nom de Chemnitz vient de la rivière qui porte ce nom et traverse la ville. Il remonte au terme slave Kamjenica (= la rivière pierreuse en sorabe, de kamjeń = pierre).
La ville remonte à la fondation vers 1136 sur l'actuel Schlossberg, d'un monastère bénédictin de Sainte-Marie. Mentionnée sur un document pour la première fois en 1143, la ville s'est développée, dès 1357, avec la création d'un établissement régional de blanchissement. En 1800, elle voit l'installation de ses premières filatures de coton pour, à l'époque de l'industrialisation, devenir l'une des villes industrielles les plus importantes d'Allemagne, au point d'être au XIXe siècle surnommée la « Manchester saxonne ».
Le nombre de ses habitants a dépassé la limite des 100 000 vers 1883, lui donnant ainsi le statut de grande ville.
Pendant la Première Guerre mondiale, un camp de prisonniers y a été installé.

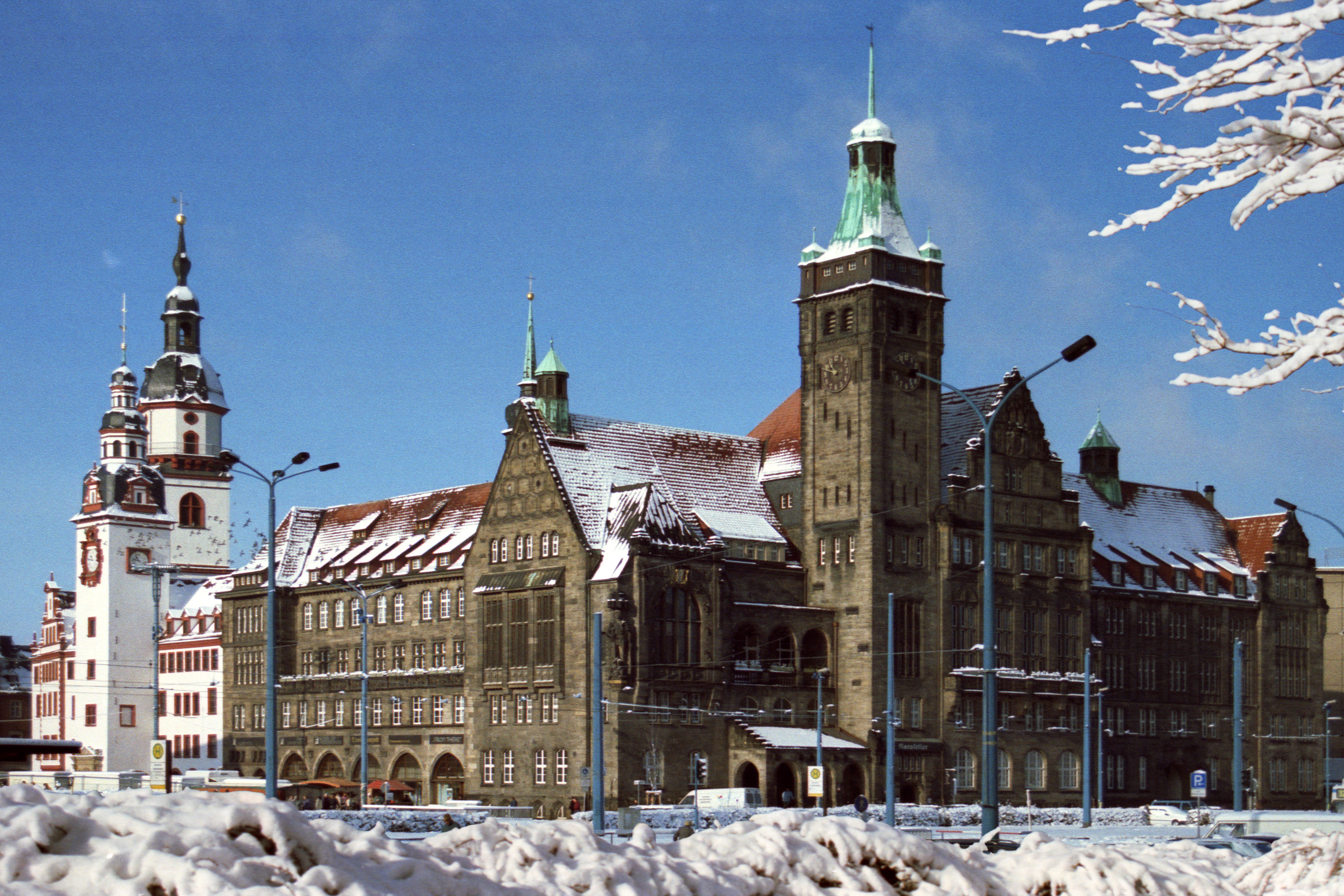
Ancien et nouvel hôtels de ville.

Pendant la Seconde Guerre mondiale, l'usine Audi installée a employé des détenus de camp de concentration voisin.
Le 10 mai 1953, à l'époque de la République démocratique allemande, la ville est renommée en Karl-Marx-Stadt, en hommage à Karl Marx. En 1971, une statue avec une immense tête du philosophe est installée sur la place centrale de la ville.
En 1990, quelques mois après la chute du mur de Berlin, est organisé un vote pour savoir si la ville doit retrouver ou non son appellation d'origine. Le 23 avril 1990, 76 % des votes sont en faveur de Chemnitz, et est mis en application lors du premier conseil municipal du 1er juin 1990.
À partir du 26 août 2018, au lendemain du décès d'un Allemand de 35 ans, mortellement frappé de cinq coups de couteaux, et de l'arrestation d'un des deux suspects de cette agression, un Irakien et un Syrien, des manifestations hostiles à la politique migratoire ont lieu à proximité de la statue de Karl Marx avec des slogans comme « Arrêtez le flot de demandeurs d'asile », « Angela Merkel doit partir » ou « nous sommes le peuple » (en référence aux Montagsdemonstrationen). Ces manifestations sont appuyées par le mouvement PEGIDA puis par l'AfD. Des contre-manifestations « pro-migrants » réunissant moins de monde sont organisées par la gauche. À la suite du meurtre du 26 août 2018 et après avoir mis en doute sans fondements la véracité de certaines vidéos des événements, le responsable fédéral du renseignement intérieur, Hans-Georg Maassen, démissionne le 18 septembre 2018. Le procès du Syrien, dépaysé à Dresde, commence en mars 2019.

## Géographie

### Relief
Chemnitz se trouve dans le bassin des monts Métallifères (en allemand Erzgebirge), dans un fond de vallée situé sur la rivière Chemnitz, encadré par les contreforts des monts Métallifères au sud, les hauteurs des montagnes de Saxe moyenne au nord et le Beutenberg à l'est. La base du bassin des monts Métallifères repose sur une formation de grès rouge qui s'est constituée depuis le carbonifère supérieur.

### Climat
Avec son climat humide, Chemnitz se trouve dans la zone tempérée froide, mais se rapproche du climat continental.
Sur la période 1961-1990, les mois les plus chauds ont été juillet et août avec une température moyenne respectivement de 16,6 et de 16,4 °C ; la température minimum moyenne est celle du mois de janvier : −1,2 °C. La température moyenne annuelle est de 7,9 °C, l’ensoleillement moyen est de 1530 heures par an, dont 200 heures d’ensoleillement pour le seul mois de juillet.
Le record de chaleur absolu est de 37,8 °C, enregistré le 20 août 2012 à la station météorologique du Deutsches Wetterdienst DWD à 420 m d'altitude. La plus basse température (−28,4 °C) remonte à 1956 (10 février 1956).
Sa situation au vent des Monts Métallifères rend les pluies abondantes : le volume de précipitation annuel oscille entre 650 et 800 mm. À Küchwald, sur la période de référence de 1961-1990 le volume de précipitation moyen annuel monte même à 775 mm. Le mois le plus pluvieux de l'agglomération est le mois de juin avec un volume de précipitation de 85 à 90 mm, et le plus sec est février avec 35 à 45 mm.
Le record de précipitation en une seule journée est à ce jour[Quand ?] 78 litres/m2, enregistré le 12 août 2002. La plus forte épaisseur de manteau neigeux (66 cm) a été enregistrée le 11 mars 1988 à la station météorologique de Stelzendorf.
| Mois                                | jan. | fév. | mars | avril | mai | juin | jui. | août | sep. | oct. | nov. | déc. |
| ----------------------------------- | ---- | ---- | ---- | ----- | --- | ---- | ---- | ---- | ---- | ---- | ---- | ---- |
| Température minimale moyenne (°C)   | −4   | −3   | 0    | 3     | 8   | 11   | 12   | 12   | 10   | 6    | 1    | −2   |
| Température maximale moyenne (°C)   | 2    | 3    | 7    | 12    | 17  | 20   | 22   | 22   | 18   | 13   | 7    | 3    |
| Ensoleillement (h)                  | 1,9  | 2,4  | 3,4  | 4,5   | 6,2 | 6,2  | 6,5  | 6,3  | 4,8  | 4,1  | 1,9  | 1,5  |
| Précipitations (mm)                 | 43   | 37   | 43   | 55    | 67  | 90   | 77   | 78   | 60   | 47   | 48   | 55   |
| Nombre de jours avec précipitations | 17   | 16   | 14   | 14    | 14  | 14   | 15   | 14   | 13   | 13   | 14   | 15   |
| Humidité relative (%)               | 84   | 83   | 79   | 75    | 73  | 75   | 74   | 74   | 79   | 80   | 83   | 85   |

### Économie
La ville abrite une usine du groupe automobile allemand Volkswagen AG assemblant des moteurs.

## Administration
Le territoire de la ville de Chemnitz est divisé en 39 quartiers. Les quartiers d'Einsiedel, Euba, Grüna, Klaffenbach, Kleinolbersdorf-Altenhain, Mittelbach, Röhrsdorf et Wittgensdorf sont en même temps des localités au sens des §§ 65 à 68 de la loi saxonne sur les communes. Chacune possède un conseil local qui, selon le nombre d'habitants, compte entre 10 et 16 membres avec un président.
Les conseils locaux sont chargés de discuter les affaires importantes qui concernent les quartiers, mais la décision définitive incombe ensuite au conseil municipal de la ville de Chemnitz tout entière.
Le maire actuel de Chemnitz est Barbara Ludwig (de) (depuis 2006).
| | Les quartiers de la ville et leurs numéros |
| - Adelsberg (25) - Altchemnitz (41) - Altendorf (92) - Bernsdorf (42) - Borna-Heinersdorf (13) - Ebersdorf (14) - Einsiedel (46) - Erfenschlag (44) - Euba (16) - Furth (11) - Gablenz (24) - Glösa-Draisdorf (12) - Grüna (95) - Harthau (45) - Helbersdorf (61) - Hilbersdorf (15) - Hutholz (64) - Kapellenberg (81) - Kappel (82) - Kaßberg (91) | - Klaffenbach (47) - Kleinolbersdorf-Altenhain (26) - Lutherviertel (22) - Markersdorf (62) - Mittelbach (87) - Morgenleite (63) - Rabenstein (94) - Reichenbrand (86) - Reichenhain (43) - Röhrsdorf (96) - Rottluff (93) - Schloßchemnitz (02) - Schönau (83) - Siegmar (85) - Sonnenberg (21) - Stelzendorf (84) - Wittgensdorf (97) - Yorckgebiet (23) - Zentrum (01) |

## Transports
La ville possède un réseau de tramways composé de 6 lignes et long de 45 kilomètres.

## Culture et patrimoine

### Événements
De 1980 à 1990, la ville de Karl-Marx-Stadt a accueilli le festival national du film de République démocratique allemande, qui se tenait tous les deux ans afin de montrer et mieux diffuser la production de la DEFA.

### Monuments et sculptures
Au sortir de la gare, plusieurs statues imposantes aux formes presque cylindriques rappellent la période socialiste qui a fortement marqué cette région industrielle à l'époque de la RDA. On remarque notamment une œuvre de Hanns Diettrich rappelant les victimes de 1919.

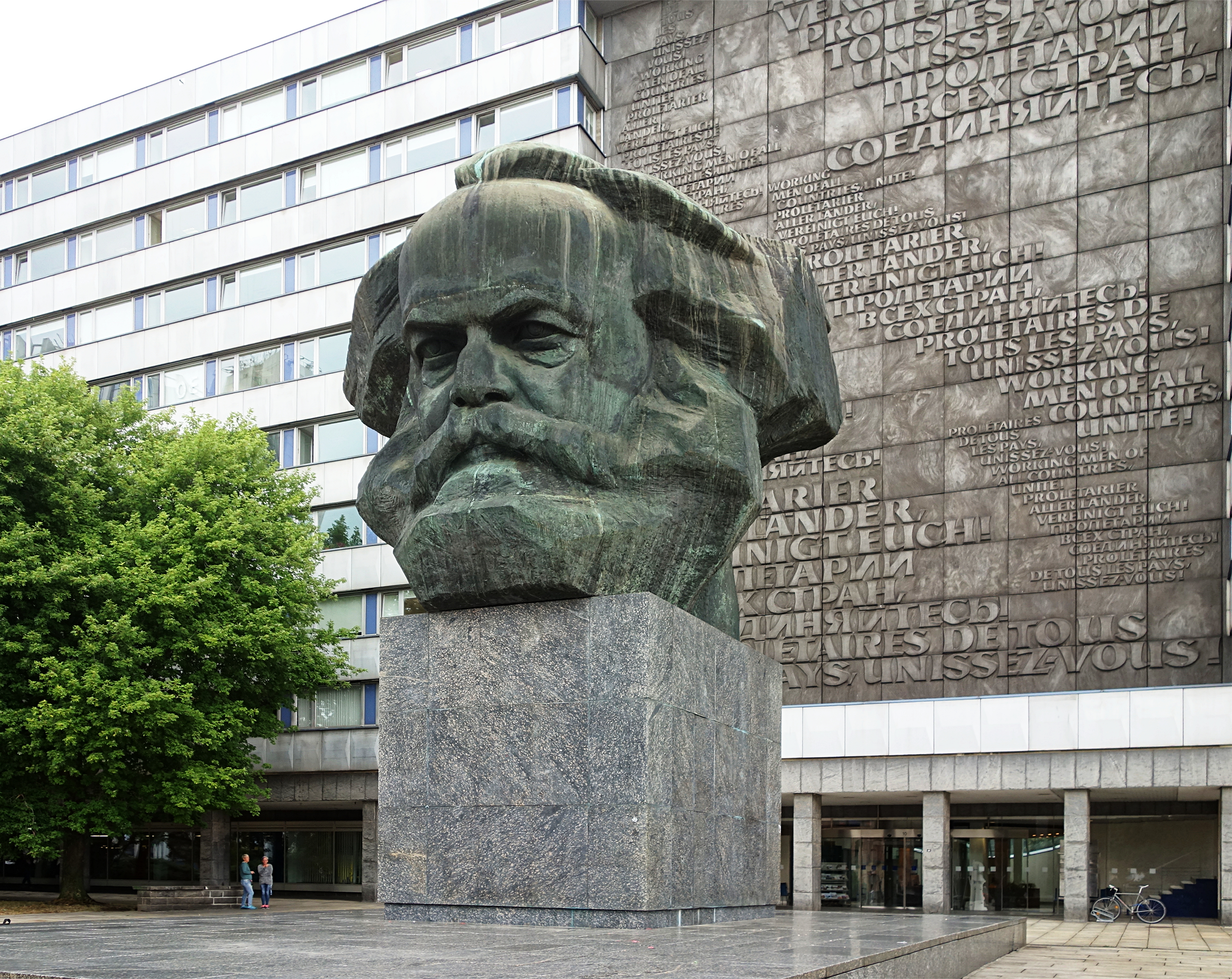
Tête monumentale de Karl Marx.

Dans le centre-ville, trône une sculpture de la tête de Karl Marx. Cette sculpture du sculpteur russe Lev Kerbel est surnommée Nischel (« tête »).
- L'Opéra.

Avec ses tours de 84 m de hauteur, l'église Saint-Marc est la plus haute de la ville suivie par l'église Saint-Pierre haute de 82 m.
- L'ancienne synagogue détruite par les nazis durant la nuit de Cristal en 1938

### Musées
Le musée de l'industrie (Industriemuseum Chemnitz).
L'Albertinum (près de l'opéra) est un musée d'art et de culture. On peut y trouver une exposition avec des toiles de Bob Dylan.
Il y a aussi DAS tietz, le « grand magasin de la culture » (Kulturkaufhaus Tietz), un ancien grand magasin qui héberge aujourd'hui :
- la bibliothèque centrale ;
- le Musée d'art moderne (Museum für zeitgenössische Kunst) ;
- le Musée d´histoire naturelle (Museum für Naturkunde Chemnitz) ;
- l´université populaire.

Les Kunstsammlungen Chemnitz regroupent :
- le Musée am Theaterplatz,
- le musée de l'industrie de Saxe
- le Musée Gunzenhauser,
- le Musée Henry van de Velde,
- le Schloßbergmuseum ;

Enfin le cimetière soviétique de Chemnitz rappelle le nombre de morts soviétiques de l'Armée rouge (près de 450 000 soldats soviétiques tués uniquement en Allemagne) pendant la Seconde Guerre mondiale.

### Sports
- Niners Chemnitz

## Personnalités liées à la ville
- Brigitte Ahrens (1945-), chanteuse allemande de schlager.
- Romy Bär (1987-), joueuse allemande de basket-ball.
- Beate Barwandt (1950-1975), chanteuse de schlager.
- Sabine Becker (1959-), patineuse de vitesse allemande.
- Marianne Brandt (1893-1983), designer et photographe allemande, célèbre pour ses objets quotidiens en métal.
- Hans Carl von Carlowitz (1645-1714), comptable et administrateur de mines saxon.
- Johannes Frießner (1892-1971), général allemand.
- Helene Funke (1869-1957) peintre et graphiste germano-autrichienne
- Max Eckert-Greifendorff (1868-1938), géographe et cartographe allemand.
- Christian Friedrich Garmann (1640-1708), médecin allemand.
- Gerson Goldhaber (1924-2010), physicien des particules et astrophysicien américain.
- Friedrich Goldmann (1941-2009), compositeur et chef d'orchestre allemand.
- Johannes Hähle (1906-1944), photographe militaire allemand de la Seconde Guerre mondiale.
- Peter Härtling (1933-2017), romancier, poète et essayiste allemand.
- Fritz Heckert (1884-1936), homme politique allemand.
- Frank Heinrich (1964-), homme politique allemand.
- Stefan Heym (1913-2001), écrivain allemand.
- Falk Hoffmann (1952-), champion olympique de plongeon.
- Albert Janka (1907-1933), né à Chemnitz, député de la ville au Reichstag de 1932 à 1933.
- John Kluge (1914-2010),homme d'affaires américain.
- Margarete Kühn (1888-1977), designeuse et entrepreneuse
- Helga Lindner (1951-), nageuse est-allemande.
- Max Littmann (1861-1931), architecte allemand.
- Anja Mittag (1985-), footballeuse allemande.
- Wolfgang Nordwig (1943-), champion olympique et d'Europe de saut à la perche.
- Alva Noto (1965-), artiste de musique électronique allemand.
- Sylke Otto (1969-), lugeuse allemande.
- Siegfried Rapp (1917-1977), pianiste allemand.
- Frank Rost (1973-), footballeur allemand.
- Wieland Schmiedel (1941-2021), sculpteur allemand
- Karl Schmidt-Rottluff (1884-1976), peintre, graphiste, plasticien, illustrateur et graveur expressionniste allemand.
- Jörg Schüttauf (1961-), acteur allemand.
- Ingo Steuer (1966-), patineur artistique est-allemand puis allemand.
- Siegfried Vogel (1937-), artiste lyrique allemand.
- Mandy Wötzel (1973-), patineuse artistique allemande.
- Klaus Wunderlich (1931-1997), musicien allemand.
- Daniel Rosenfeld alias « C418 » (1989-), compositeur et musicien allemand, notamment connu pour la création de ses musiques du jeu Minecraft.

## Jumelages
La ville de Chemnitz est jumelée avec :
| Ville | Ville          | Pays | Pays         | Période                |
| ----- | -------------- | ---- | ------------ | ---------------------- |
|       | Akron          |      | États-Unis   | depuis 1997            |
|       | Arras          |      | France       | depuis 1967            |
|       | Bichkek        |      | Kirghizistan | depuis le 19 mars 1997 |
|       | Düsseldorf     |      | Allemagne    | depuis 1988            |
|       | Kalouga        |      | Russie       |                        |
|       | Ljubljana      |      | Slovénie     | depuis 1966            |
|       | Madras         |      | Inde         |                        |
|       | Manchester     |      | Royaume-Uni  | depuis 1983            |
|       | Mulhouse       |      | France       | depuis 1981            |
|       | Taiyuan        |      | Chine        | depuis 1999            |
|       | Tampere,       |      | Finlande     | depuis 1961            |
|       | Tombouctou     |      | Mali         | depuis 1968            |
|       | Volgograd,     |      | Russie       | depuis le 6 mai 1988   |
|       | Ústí nad Labem |      | Tchéquie     | depuis 1970            |
|       | Łódź           |      | Pologne      | depuis 1970            |